# Partenaires sociaux européens
Les partenaires sociaux européens sont des organismes représentant les travailleurs et le patronat et participant au dialogue social européen.
La Commission européenne a en effet pour obligation de consulter différents partenaires sociaux avant de présenter des propositions dans le domaine social (article 154 du Traité de Lisbonne sur le Fonctionnement de l'Union européenne). La mise en œuvre de l'agenda de Lisbonne implique la participation active des partenaires sociaux.

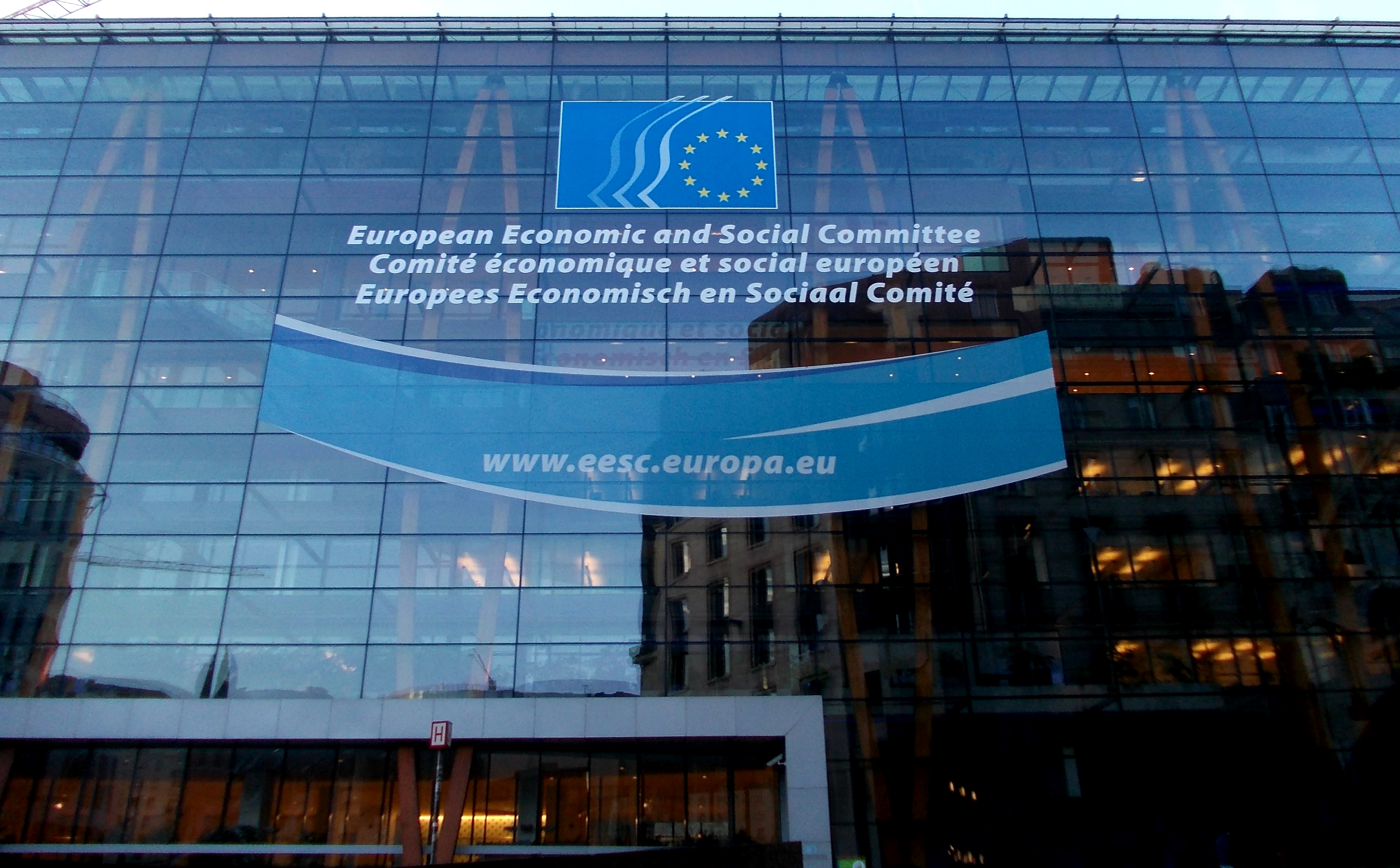
Siège du Comité économique et social européen.

Les partenaires sociaux siègent au Comité économique et social européen et rencontrent chaque année les chefs de gouvernement et le président de la Commission lors du sommet social tripartite pour la croissance et l'emploi.
Le rôle des partenaires sociaux et du dialogue social autonome est prévu, pour la première fois, dans le traité constitutionnel en voie de ratification (article I-48). 
Les principaux partenaires actuellement reconnus sont : 
- Pour les salariés : 
  - La Confédération européenne des syndicats (et le comité de liaison Eurocadres/CEC European Managers)

- Pour les employeurs : 
  - BusinessEurope pour les sociétés privées (et smeUNITED https://smeunited.eu/ pour les PME)
  - Le CEEP - Centre européen des entreprises à participation publique et des entreprises d'intérêt économique général pour les employeurs publics.